# Štikohlavec půvabný
Štikohlavec půvabný (Luciocephalus pulcher) je labyrintní ryba z čeledi guramovití. Domovem je ve sladkých vodách jihovýchodní Asie. Od většiny labyrintek se výrazně odlišuje štikovitým tvarem těla a vysoce dravým způsobem života.

## Výskyt
Jihovýchodní Asie: Thajsko, Malajsie, Singapur, Brunej a Indonésie. Obývá silně zarostlé černé vody tropických rašelinných lesů s vysokým obsahem humínových kyselin.

## Taxonomie
Štikohlavec půvabný byl dlouho jediným známým zástupcem svého rodu a byl řazen do samostatné čeledi Luciocephalidae a to dokonce zcela mimo podřád Anabantoidei. Dnes je rod štikohlavec řazen do čeledi guramovití (Osphronemidae), v rámci které spolu s rody Ctenops, Parasphaerichthys, Sphaerichthys, Trichogaster a Trichopodus tvoří podčeleď Luciocephalinae. Roku 2005 byl popsán nový druh štikohlavce ze Sumatry, Luciocephalus aura.